# 蓝乃才
蓝乃才（英語：Troy Nam Nai Choi，1951年9月18日—），香港電影导演、摄影師及编剧，未任導演前是邵氏電影公司的摄影師。代表作有《原振侠与卫斯理》、《卫斯理之老猫》、《孔雀王子》、《阿修罗》、《聊斋艳谭》以及《力王》。現時已沒有導演新作品。藍乃才「老鼠仔」的外號由片場同事所改；幕後人員見他像老鼠般靈活地於片場內鑽來鑽去工作，遂給他取了此花名。

## 背景
藍乃才在五歲時隨家人從市區搬到西貢大埔仔居住，曾就讀廣培學校和香港航海學校。小學時期被選為香港小童群益會少年流動圖書車管理員。他十五歲時應在片場工作的朋友邀請加入邵氏電影公司任職學徒，負責搬運機器。後來由摄影師助理擢升為摄影師。藍曾师从日本摄影师西本正一個月（西本正於藍童年時教他打棒球，是他在港教授20幾位徒弟中的最後一位），后随孙仲、张曾泽、楚原、華山、井上梅次、胡金铨、李翰祥等人學習摄影技術。直至1981年，邵氏公司計劃發掘有潛質的導演人才，於是起用了李修賢、藍乃才等人。而藍的首部作品是與李修賢一同執導的《單程路》。當年電影公司有意找藍擔任新開設的特技組攝影師，但最後因為無暇分身處理，加上處理特技場口的經驗少和已有自己的幕後拍攝班底，便向時任製片經理蔡瀾推卻了任命。同期與李修賢及王鍾組成「群雄影業」公司。成為導演初年已在台北憑電影《暗渠》獲得第二十八屆亞太影展「最佳剪接獎」。
及後於1986年，他執導的《原振俠與衛斯理》成了東京澀谷「國際科幻電影展」香港區的參展作品。1988年與林正英合組「大路電影製作」，由嘉禾電影出資成立。拆伙後又與蔡瀾合作製作邪典片及三級色情片。亦拍攝了一些由日本漫畫改篇而成的香港電影。其電影特點以強調電影特效為主。由於1989年《孔雀王子》在日本的票房理想，富士電視台特意派人來到香港，邀請藍乃才合作拍攝《帝都大戰》。然而自從1992年執導《衛斯理之老貓》後，藍再沒有新作品推出，並淡出電影界，轉當旅遊攝影家，旅居美國三藩市。2008至2009間，他在粵北山區的孤兒院做當義工，其中一個參與的項目是中國山區助學扶貧計劃（以香港航海學校校友組織「區劍雄愛心會」執行委員身份參與）。至今仍然在世界各地遊歷，2020年代因新冠疫情關係身處英國。

## 個人生活
藍乃才於1974年與任職文藝工作者的妻子結婚，婚後育有一名兒子。其妻陳秀玲是一名業餘作者，2007年與丈夫藍氏合著《克羅地亞的冬去春來》一書。

## 作品列表
导演
- 1981年：單程路
- 1982年：城寨出來者
- 1983年：暗渠
- 1984年：癲鳳狂龍
- 1986年：原振俠與衛斯理
- 1986年：俾鬼捉
- 1987年：不夜天
- 1988年：血玫瑰
- 1989年：阿修羅
- 1989年：孔雀王子
- 1989年：帝都大戰[33]
- 1990年：聊齋艷譚
- 1992年：力王
- 1992年：衛斯理之老貓

編劇作品
- 1992年：力王

著作
- 2007年：《克羅地亞的冬去春來》（與陳秀玲合著、明報出版社、ISBN：9789628958597）[34]

## 外部連結
- 蓝乃才的新浪微博
- 蓝乃才的X（前Twitter）
- 藍乃才的新浪博客（文章之執筆者為其妻子陳秀玲） （页面存档备份，存于）
- HKMDB entry （页面存档备份，存于）
- HK Cinemagic entry （页面存档备份，存于）
- LoveHKFilm entry （页面存档备份，存于）